# Gymnasium Farmsen
Das Gymnasium Farmsen ist ein staatliches, teils bilinguales Gymnasium in Hamburg-Farmsen-Berne.

## Geschichte
Das Gymnasium wurde 1956 gegründet. Damals war das Gymnasium Farmsen eine kleine Schule. Bis zum Jahr 1973 stieg die Zahl der Schüler auf fast 900, die bisher höchste Zahl. Danach nahm die Zahl der Schüler stark ab, im Jahr 1996 waren nur noch 488 Schüler am Gymnasium. Ab Ende der 1990er Jahre stieg die Schülerzahl wieder, Anfang 2006 waren es 787.
Ab 1987 bestand eine Schulpartnerschaft mit dem Liceu Ludgero Lima auf Kap Verde. Seit 1999 ist das Gymnasium zur Hälfte bilingual, indem je nach Zweig Geschichte, Erdkunde, Sport, Mathematik, Kunst, Biologie und auch Chemie ganz oder teilweise auf Englisch unterrichtet wird.
2004 wurde auf dem Gelände des Gymnasiums das Buch „Verliebt, na und wie!“ von Andreas Schlüter verfilmt, selbst ein Ehemaliger des Gymnasiums. Der Film wurde im Abaton Kino und an vielen Hamburger Schulen gezeigt. 2006 wurde an der Schule vom NDR ein weiterer Film zum Thema Mobbing.
Das Gymnasium Farmsen hat seit der Gründung fünf Schulleiter gehabt. Der erste Schulleiter war Walter Löding † (1956–1969), gefolgt von Uwe Schmidt † (1969–1994), Konny G. Neumann (1994–2011) und Peter Geest (2011–2019). Seit 2019 ist Steffi Weisener Schulleiterin.

## Heutiges Profil
Das Haupteinzugsgebiet des Gymnasiums sind die Hamburger Stadtteile Farmsen-Berne und Bramfeld, weniger stark das westliche Rahlstedt und die nördlichen Teile Tonndorfs und Wandsbeks. Für das Gymnasium wurde 2011 ein Sozialindex von 4 errechnet. Im Schuljahr 2016/17 hatten 47 % der Schüler des Gymnasiums Farmsen einen Migrationshintergrund.
Das Gymnasium Farmsen bietet vier Zweige an:
- Bilingualer Zweig intensiv (auslaufend)
- Bilingualer Zweig normal
- MINT-Zweig
- Universal-Zweig

In der Profiloberstufe bietet die Schule eine Fächerauswahl in Zusammenarbeit mit dem Johannes-Brahms-Gymnasium, dem Gymnasium Osterbek und der Stadtteilschule Bramfeld.
Das Gymnasium verfügt über eine Auswahl an AGs, die auch von dem SV organisiert werden. Daneben nimmt die Schule am Prefect-Pilotprojekt teil. Prefects sind Vertrauensschüler, die Verantwortung für jüngere Schüler übernehmen und bei Problemen helfen. Im Bereich Sport ist das Gymnasium Farmsen in Wandsbek für das Fußballturnier der vierten und fünften Klassen bekannt, an dem Schulen aus ganz Hamburg teilnehmen. An der Schule werden zwei Zeitungen herausgegeben, zum einen die Schulzeitung Forum Farmsen, die hauptsächlich von Lehrern erstellt wird und etwa einmal im Jahr erscheint. Zum anderen gibt es die Schülerzeitung breakout, die allein von Schülern erstellt wird und etwa alle Vierteljahr erscheint. Diese hat auch einen eigenen Internetauftritt.
Austausche bestehen mit Australien, Spanien, Norwegen, Frankreich und den USA. Ferner hat das Gymnasium Farmsen eine Partnerschule in der Republik Kap Verde. Am Gymnasium wurde auch der Europäisch-Kapverdische Freundeskreis e. V. gegründet. Das Gymnasium nahm mehrfach am Comenius-Programm teil, zuletzt zwischen 2013 und 2015.

## Architektur

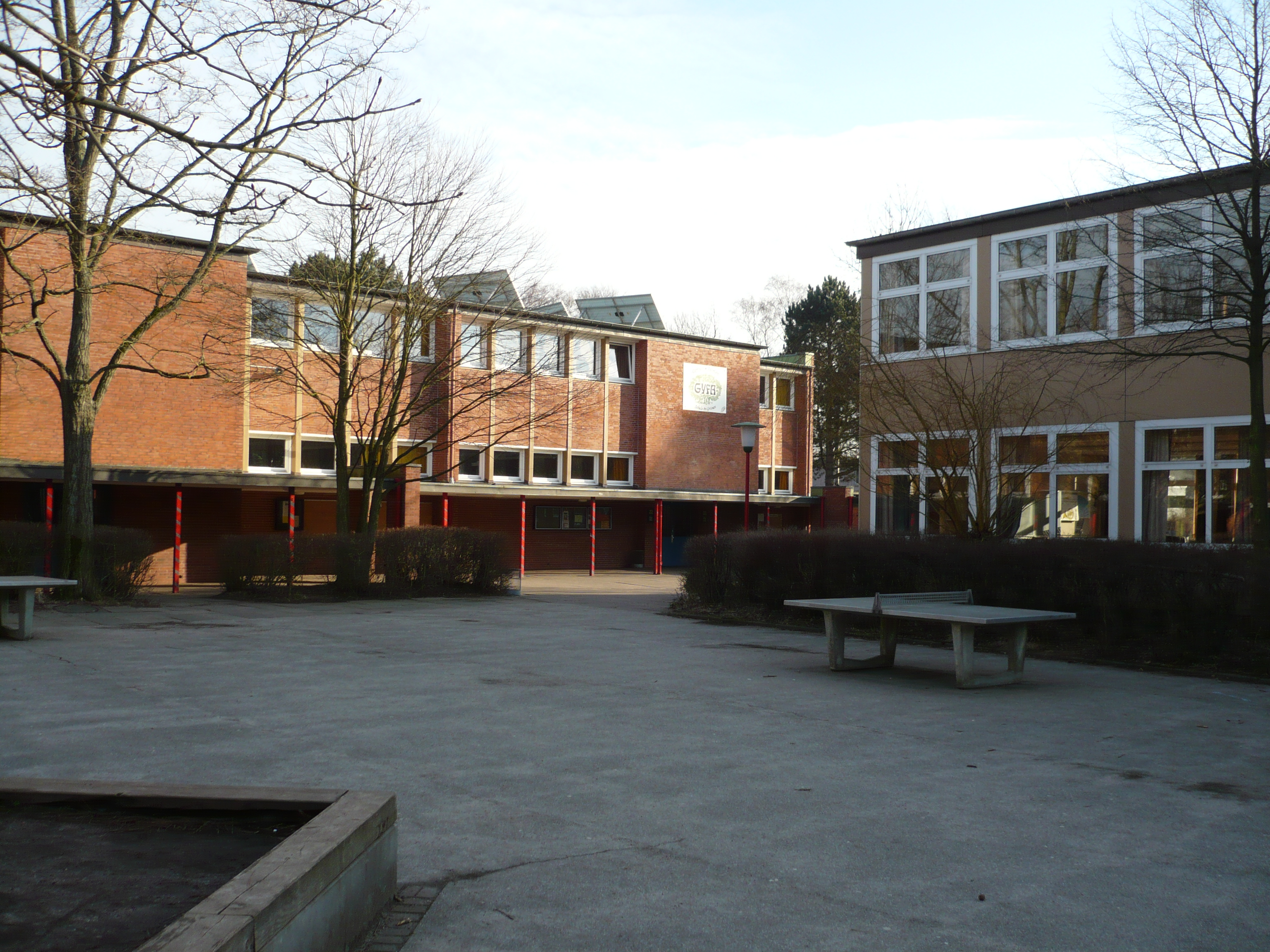
Ursprüngliche Bebauung am Westhof, 2015 abgerissen

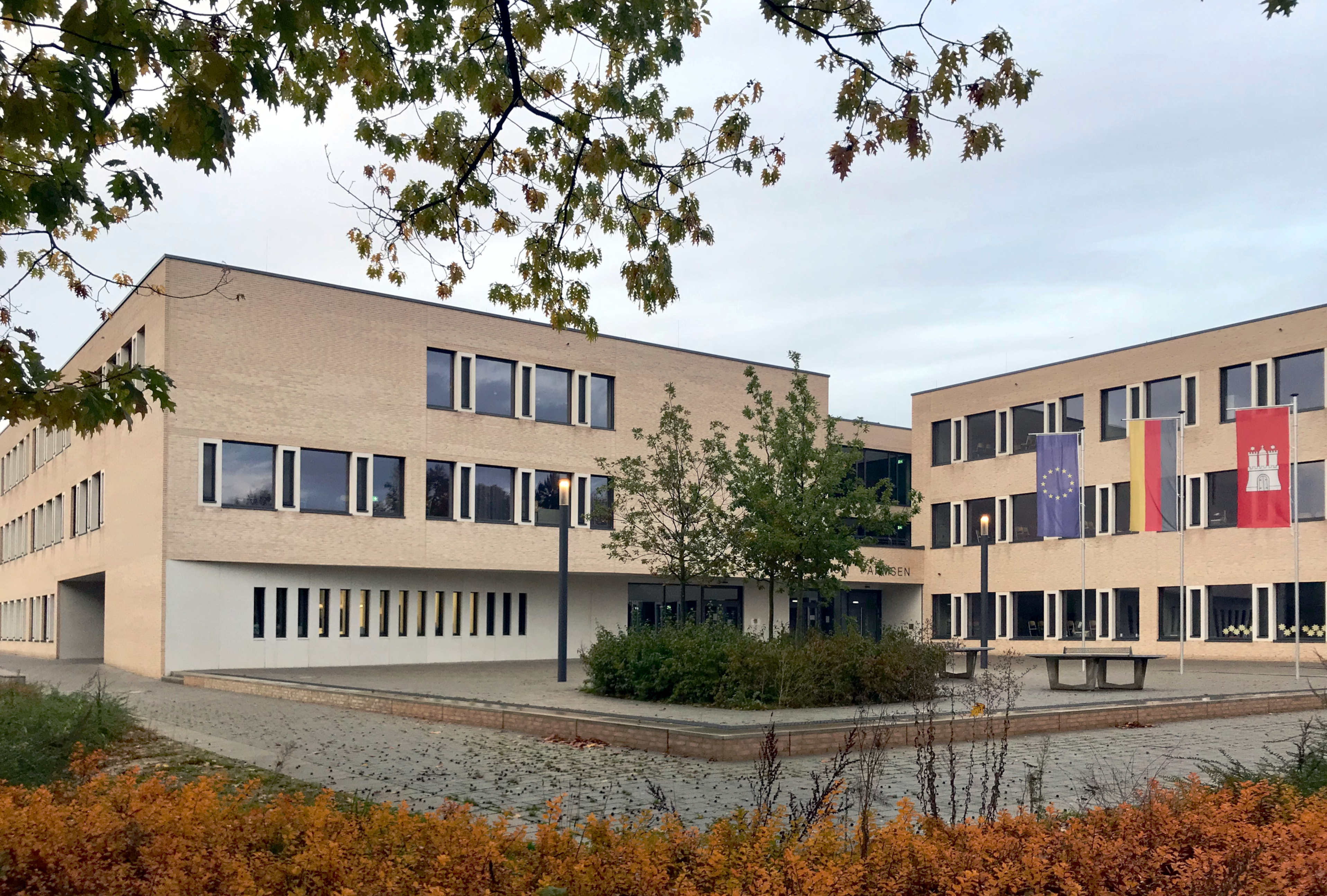
Neubau des Gymnasiums (2015–2017 errichtet)

Die ursprünglichen Bauten des Gymnasiums aus den 1950er Jahren waren typische Serienbauten der Hamburger Bauverwaltung der Ära Paul Seitz, der den Wiederaufbau der Hamburger Schulen in der Nachkriegszeit entscheidend prägte. Diese Gebäude waren zweigeschossige Pavillon-Bauten, aufgelockert platziert und verbunden durch Laubengänge. Die Klassenräume waren beidseitig belichtet, alle Gebäude mit Flachdächern versehen und mit rot verklinkerten Fassaden ausgestattet.
Eine Aula für das Gymnasium Farmsen wurde erst 2013 eingeweiht, der Bau wurde teils durch die Schulbehörde, teils durch Spenden finanziert. Die Aula wird gemeinsam mit der benachbarten Schule Surenland genutzt. Gegen Ende des Jahres 2013 ist ein Vierklassentrakt mit Klettergerüst und Basketballfeld fertiggestellt worden. Die ältere Turnhalle wurde 2015 modernisiert.
Der Bau eines neuen Hauptgebäudes begann 2015 nach Plänen von Haslob, Kruse + Partner aus Bremen. Dieses Architekturbüro war auch für den Neubau der Sophie-Barat-Schule verantwortlich. Die Bestandsbauten des Gymnasiums Farmsen wurden in drei Bauabschnitten abgerissen, nur der Vierklassentrakt, der Verwaltungstrakt, die beiden Turnhallen und das Fremdsprachenhaus blieben bestehen. Der Neubau des Gymnasiums wurde bis 2017 fertiggestellt, die Investitionssumme lag bei gut 15 Mio. €. Insgesamt waren Bestandsbauten mit einer Nettogrundfläche von 4.780 m² abgerissen worden, der Neubau brachte einen Zubau von 5.140 m². Im Norden grenzt das Schulgrundstück an die ehemalige Mülldeponie Neusurenland an, die bis 1966 genutzt wurde. Das Gelände wurde teils als BMX-Bahn hergerichtet, und soll saniert werden. Der Schul-Neubau wurde deshalb außerhalb einer möglichen Gaswanderungszone angeordnet.
Der dreigeschossige Neubau hat im Grundriss die Form eines rechtwinkligen Z. In den kurzen Schenkeln des Z sind die Jahrgangsbereiche untergebracht, der mittlere Balken nimmt Ganztags- und Gemeinschaftsflächen auf, dazu die Fachräume. Aula und Mensa befinden sich im Erdgeschoss und werden durch verglaste Schächte mit Tageslicht vom Flachdach versorgt. Das Gebäude wird durch einen Fahrstuhl behindertengerecht erschlossen. Die Fassade ist hell verklinkert und entspricht energetischen Normen. Ein Lüftungskonzept mit automatisierter Nachtkühlung und Sonnenschutz senkt den Energieverbrauch weiter.

## Auszeichnungen und Wettbewerbe
Das Gymnasium gewann Auszeichnungen wie zum Beispiel die Titel Schule im Grünen, Solarschule 2000 und Medienschule. 2013 gewann das Gymnasium Farmsen den von der Hamburger Sparkasse und dem Abendblatt gestifteten Hamburger Bildungspreis.
Die Schule nimmt an Wettbewerben wie der Mathematik-Olympiade, Jugend forscht, MINTSPACE, dem Wettbewerb Natex oder dem Daniel-Düsentrieb-Wettbewerb teil. Beim Bundeswettbewerb Fremdsprachen erhielten Schülerinnen und Schüler des Gymnasiums zahlreiche weitere Preise, sowohl auf Landes- als auch auf Bundesebene.

## Bekannte Ehemalige
Zu den ehemaligen Schülerinnen und Schülern des Gymnasiums Farmsen gehören: 
- Albrecht Jebens (* 1946), Publizist
- Detlef Gottschalck (* 1963), Rechtsanwalt
- Stephan Merseburger (* 1964), Fernsehjournalist
- Ernst-Volker Staub (* 1954), RAF-Terrorist
- Ingo Egloff (* 1956), Politiker (SPD)
- Andreas Schlüter (* 1958), Jugendautor
- Carsten Frigge (* 1963), Politiker (CDU)[22]
- Vince Bahrdt (* 1971), Popmusiker
- Kerstin Prechel (* 1980), Wirtschaftethikerin und Hochschullehrerin